# Canna indica
La canna d'India (Canna indica L., 1753, è una pianta perenne appartenente alla famiglia della Cannaceae, diffusa nell'ecozona neotropicale e in particolare dei Caraibi e delle aree centrali dell'America.
Nelle terre d'origine è conosciuta con i nomi di achira, achera, sagú, capacho, biri, cucuyús, juquián o papantla.

## Descrizione
Pianta erbacea perenne, con rizoma carnoso e ramificato da 20 x 15 cm. La superficie del rizoma è incisa da solchi trasversali, che marcano la base squamosa. Dalla parte inferiore salgono piccole radici bianche, e dall'apice, dove vi sono numerose gemme, crescono le foglie, l'insieme floreale e le ramificazioni. Le ramificazioni aeree possono arrivare a 1–3 m di altezza e formano una massa compatta, essendo avvolte dalle guaine delle foglie. Le foglie sono grandi, di color verde o verde violaceo, con piccioli corti e lamine ellittiche, possono misurare da 30 a 60 cm di lunghezza e da 10 a 25 cm di larghezza, con la base larga che si restringe a cuneo. L'apice è corto, acuminato ed acuto. La nervatura centrale è prominente, da essa dipartono le nervature laterali.
L'infiorescenza a grappolo terminale porta 6-20 gruppi di 1-2 fiori, fiori con peduncolo di 0,2–1 cm, di colore rosso o giallo-arancio, ad eccezione di alcune varietà di 4,5-7,5 cm con i sepali triangolari, di 1-1,7 cm e petali eretti di 4-6,5 cm. Tubo di 1,5–2 cm di dimensioni. Stami in numero di 3-4, molto ovali e a spatola, lunghi 4,5- 7,5 cm e larghi da 0,3-0,5 cm nella parte libera.

I frutti sono capsule di forma ellissoide e globosa, la superficie è verrucosa, di 1,5 a 3 cm di lunghezza, di color castagno, con una grande quantità di semi di colore nero, molto duri.

## Coltivazione
Le canne d'India si possono coltivare dal livello del mare fino a 2700 metri di altezza. Tuttavia prosperano in climi montagnosi-tropicali o subtropicali-temperati, tra i 1000 e 2000 metri.
Gradiscono temperature medie da 14 a 27 °C e precipitazioni annuali minime da 500 mm a 1200 mm. Crescono molto bene in suoli di consistenza leggera.

## Usi

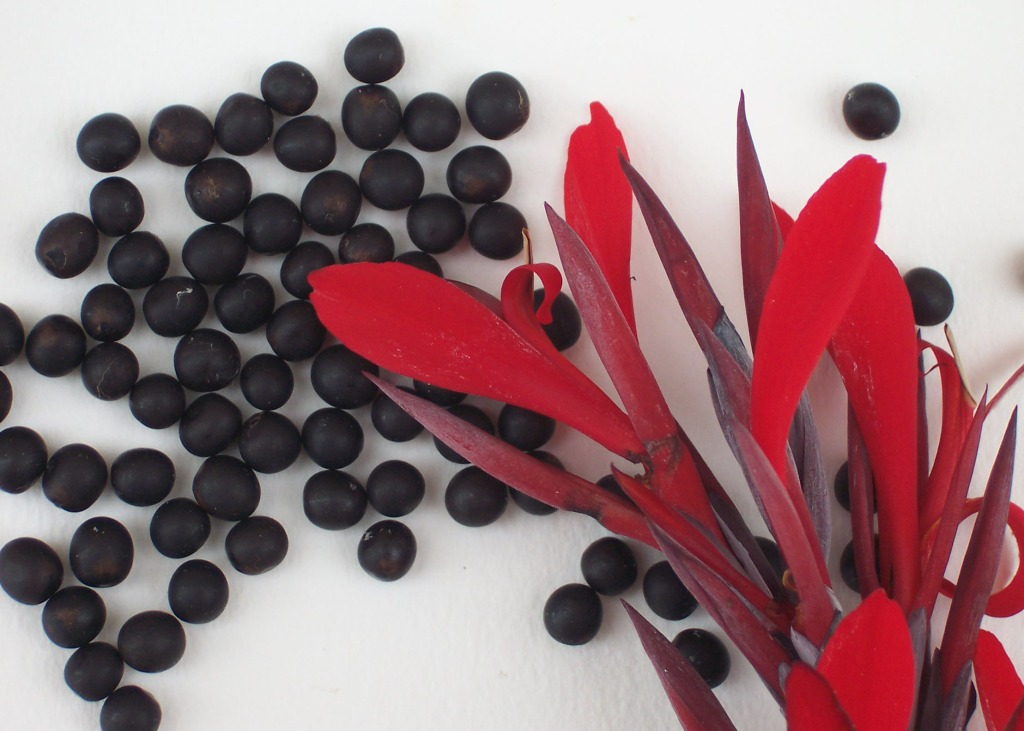
Semi di canna d'India

Si coltiva principalmente come pianta ornamentale e per i suoi rizomi, che sono importanti per l'alimentazione umana e per l'agroindustria. Inoltre, i semi si usano per comporre collane, collari, sonagli o maracas. 

### Pianta alimentare e medicinale
Il suo amido è di facile digestione e la farina si usa per produrre pane, biscotti, gallette, torte. Le cime della canna d'India possono essere mangiate stufate o bollite. Il decotto delle radici si usa come diuretico e le foglie come cicatrizzante; il succo di queste si usa come antisettico. Le foglie appena recise si usano sopra le bruciature per rinfrescare la pelle. Il tallo e le foglie servono come foraggio per il bestiame. Le foglie si usano anche per avvolgere il mangiare tipico.

### Pianta ornamentale
La canna d'India è una pianta ornamentale da lungo tempo usata nei giardini per il suo aspetto spettacolare, la sua resistenza e la scarsità di cure necessarie. Nonostante ciò in Italia negli ultimi decenni è usata sempre meno, dandosi la preferenza a specie introdotte più recentemente nei giardini.
Tra i parchi storici in cui la canna d'India è ancora usata in grandi quantità si segnalano Villa Margherita a Trapani, il Parco dell'Ambasciata d'Italia in Addis Abeba; nella celebre Villa Taranto sono presenti 10.000 esemplari di questa specie.
Mentre la Canna indica spontanea ha foglie verdi e fiori di colore rosso, esistono numerose varietà ornamentali con colori diversi, tra cui si ricordano:
- Canna indica var. indicaflava, con fiori di colore giallo[6]
- Canna indica var. maculata, con fiori gialli maculati di rosso[6]
- Canna indica var. durban, con fiori arancioni[7]
- Canna indica var. bicolor, caratterizzata dal fatto che nello stesso fiore si affiancano in modo irregolare il rosso e il giallo; inoltre le foglie sono in parte bronzate, in parte verdi[7]
- Canna indica var. sanctae rosea, di taglia più ridotta rispetto alle precedenti[6]
- Canna indica var. warszewiczii, con foglie violaceo-bronzate[6]

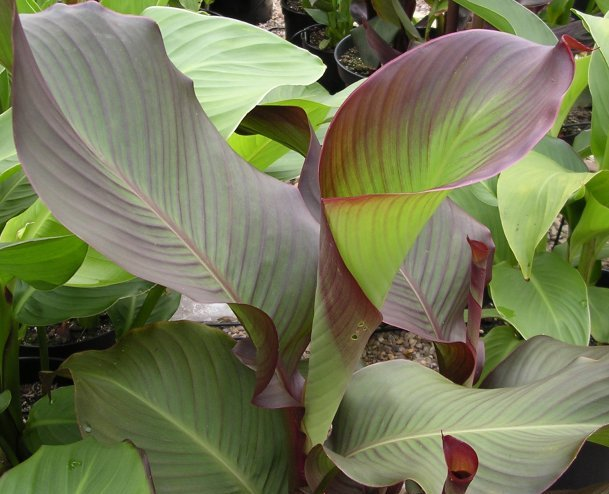
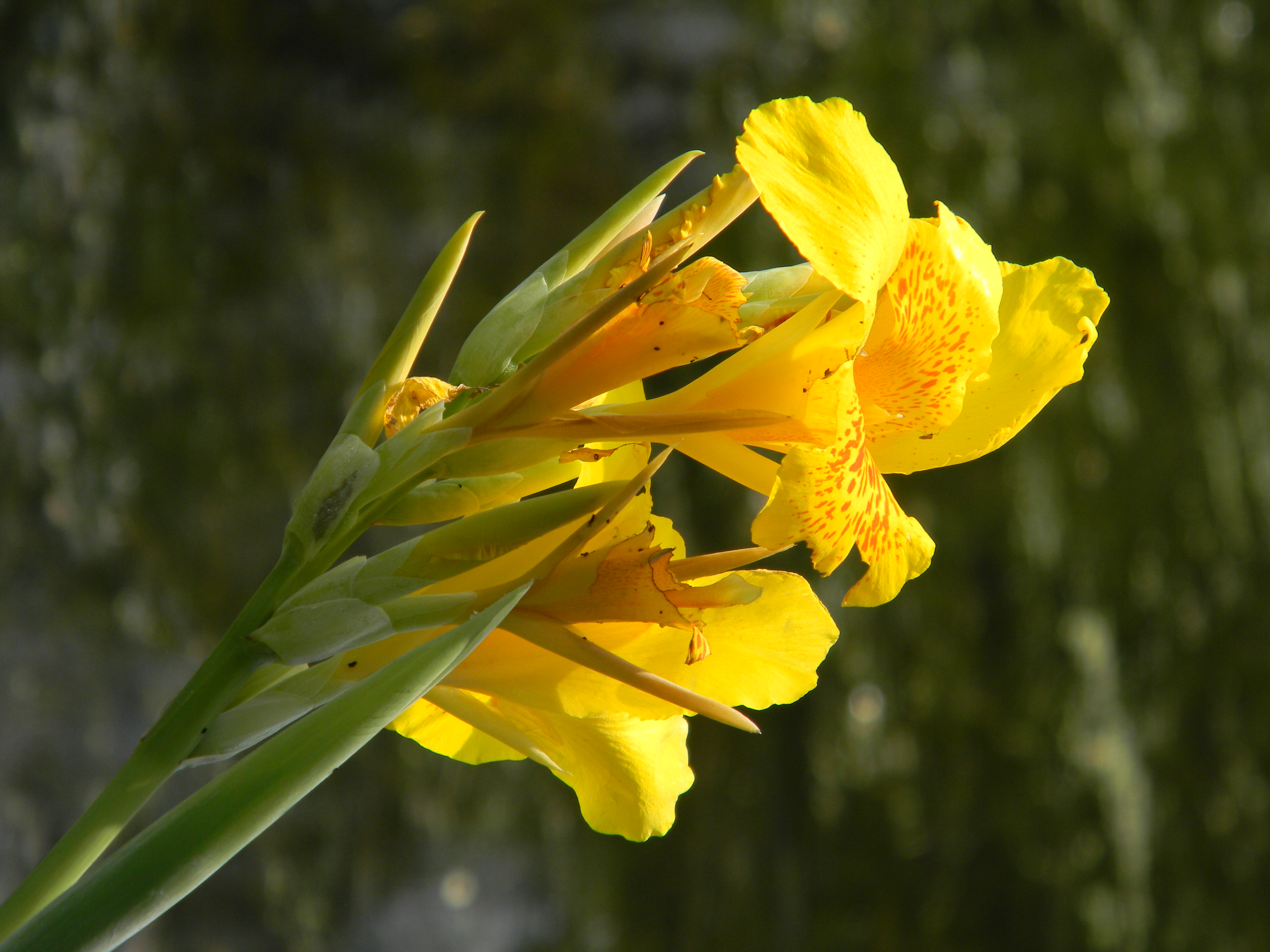
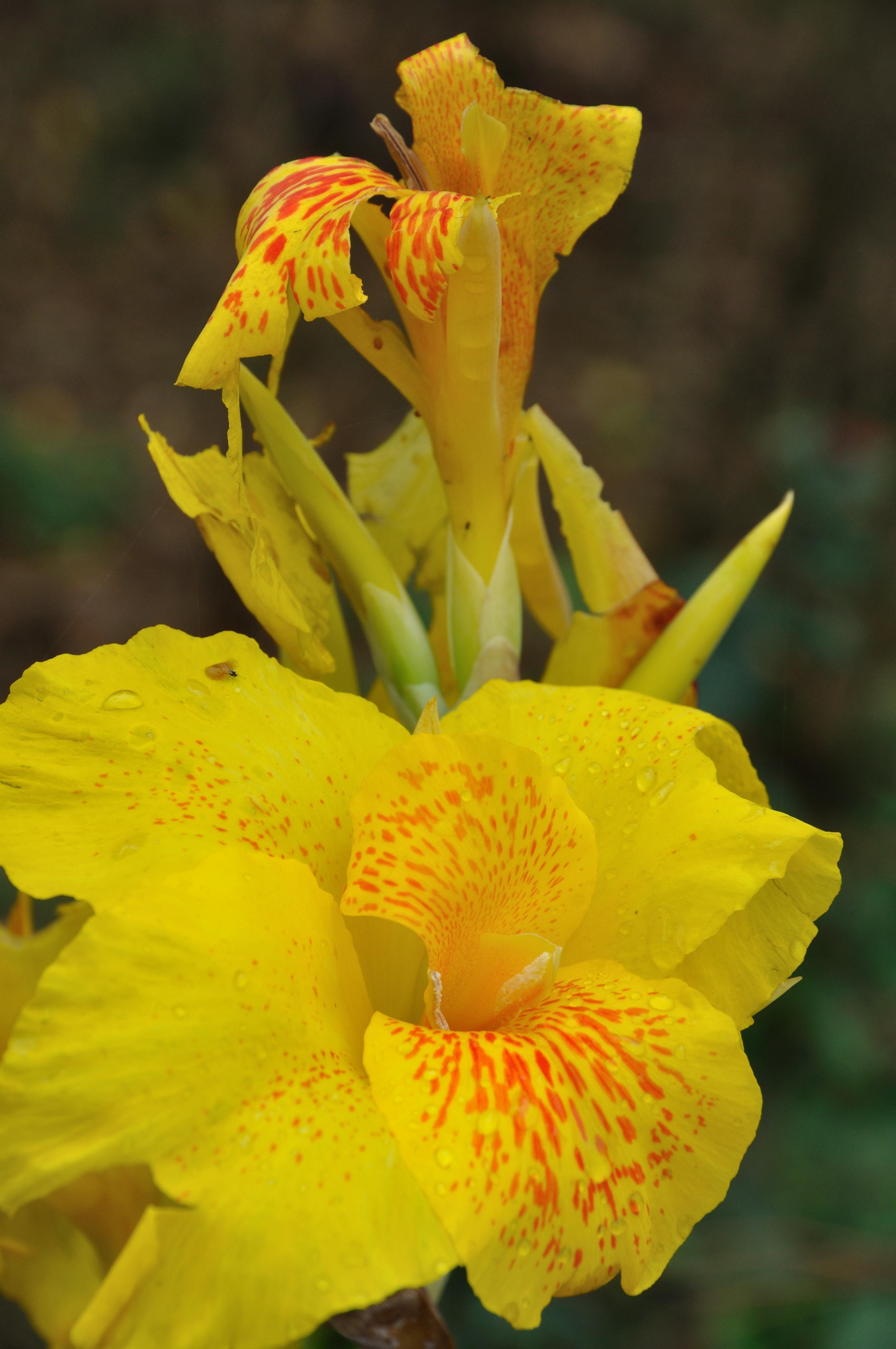
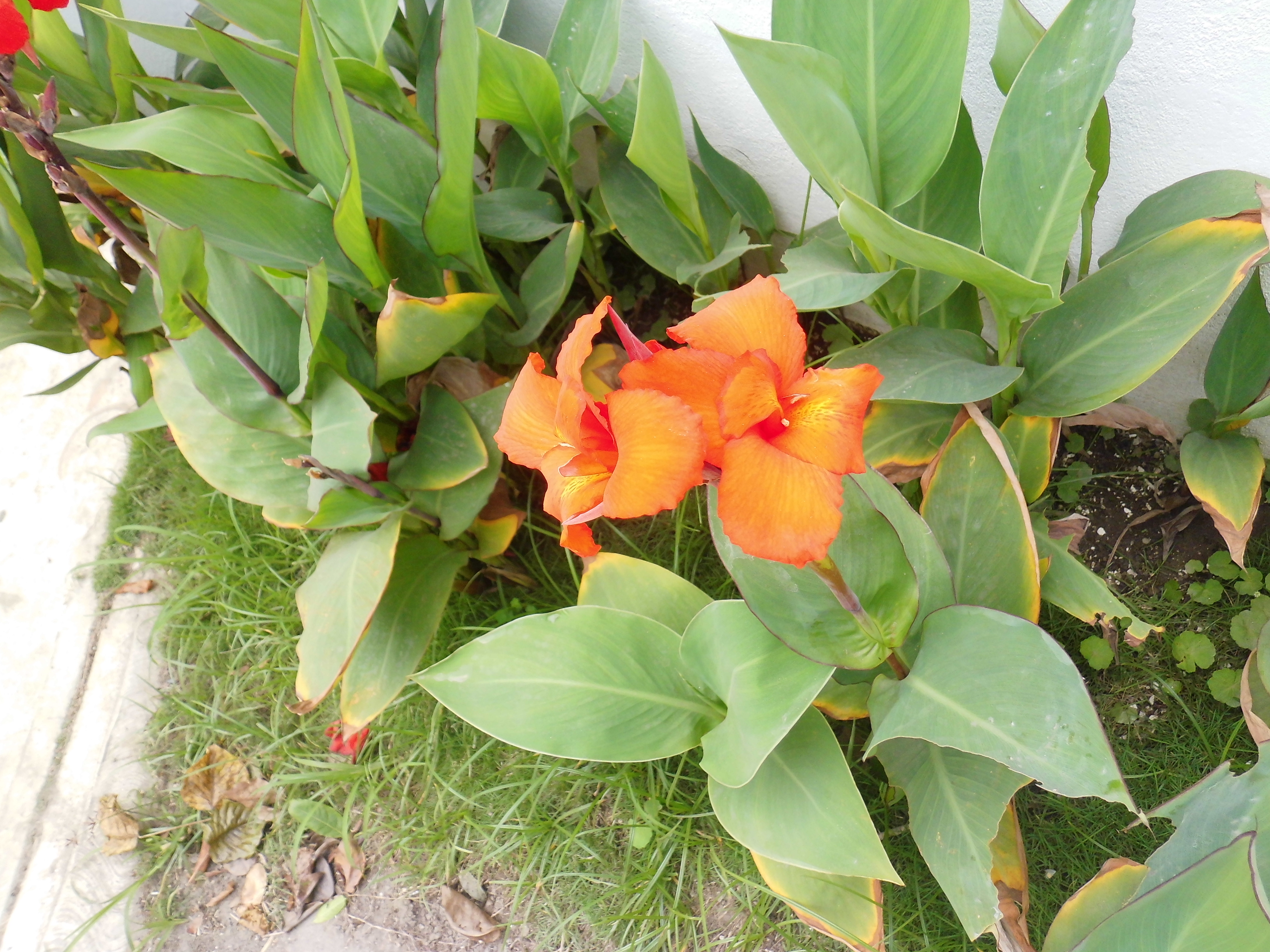
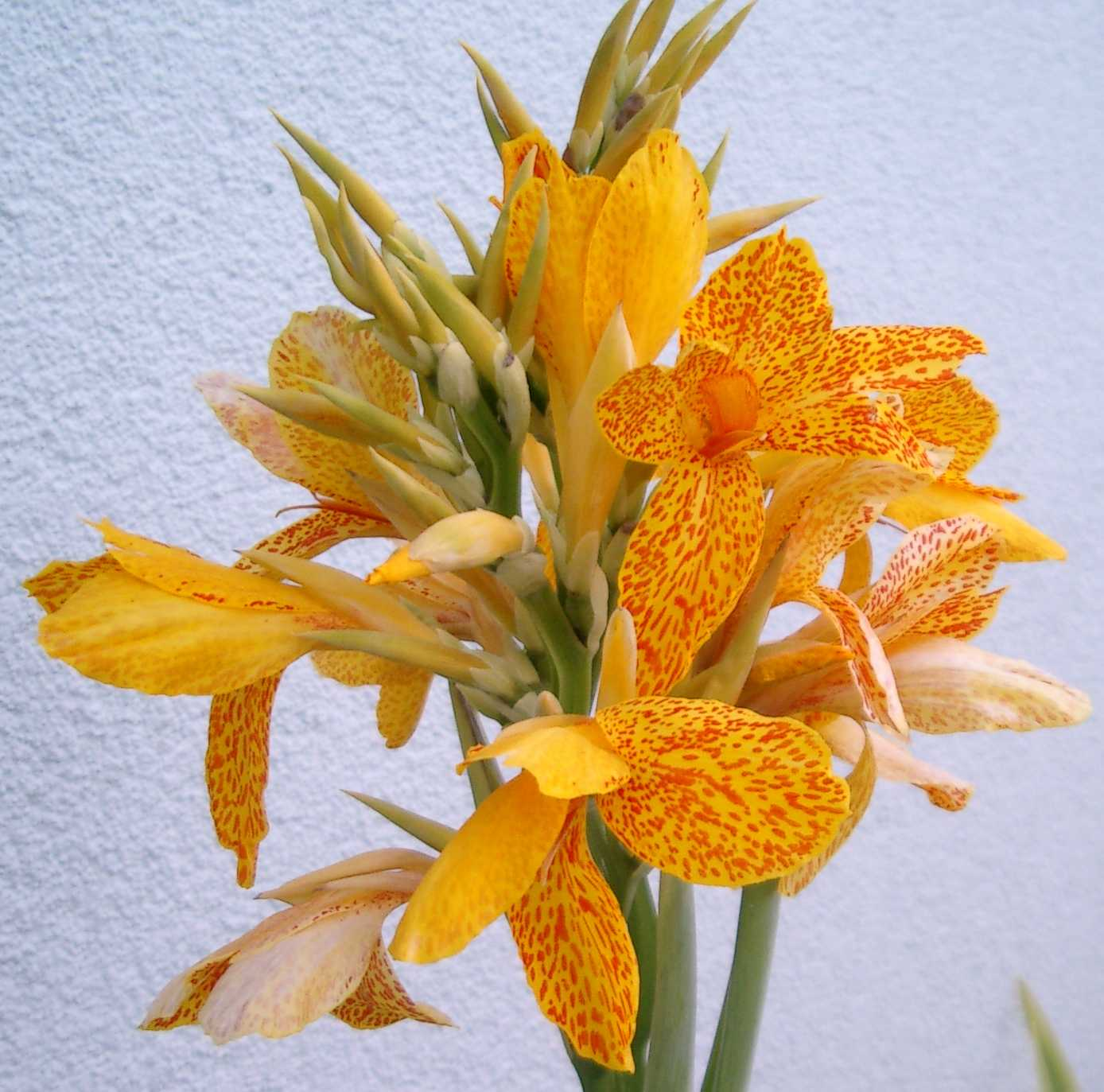
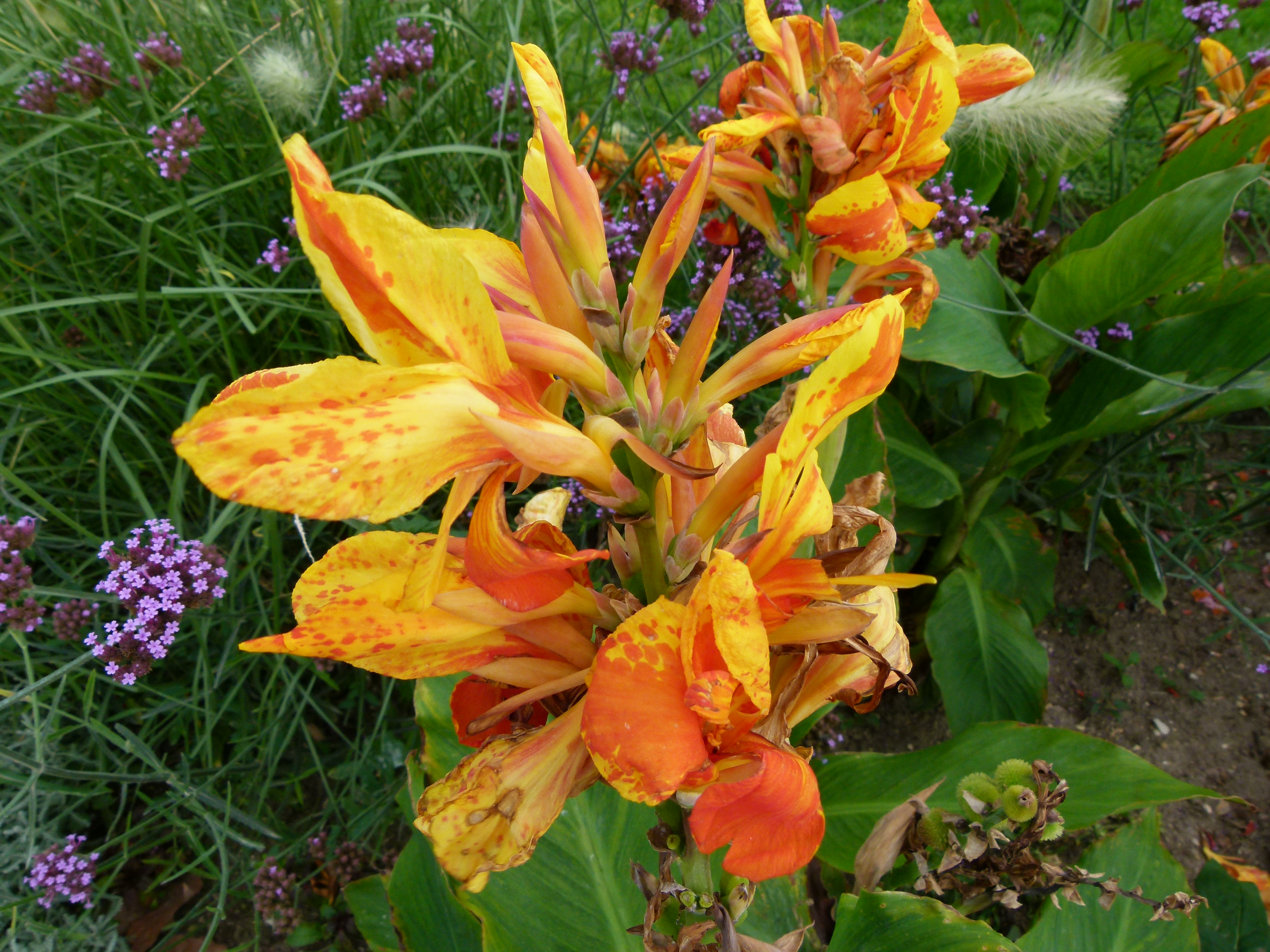
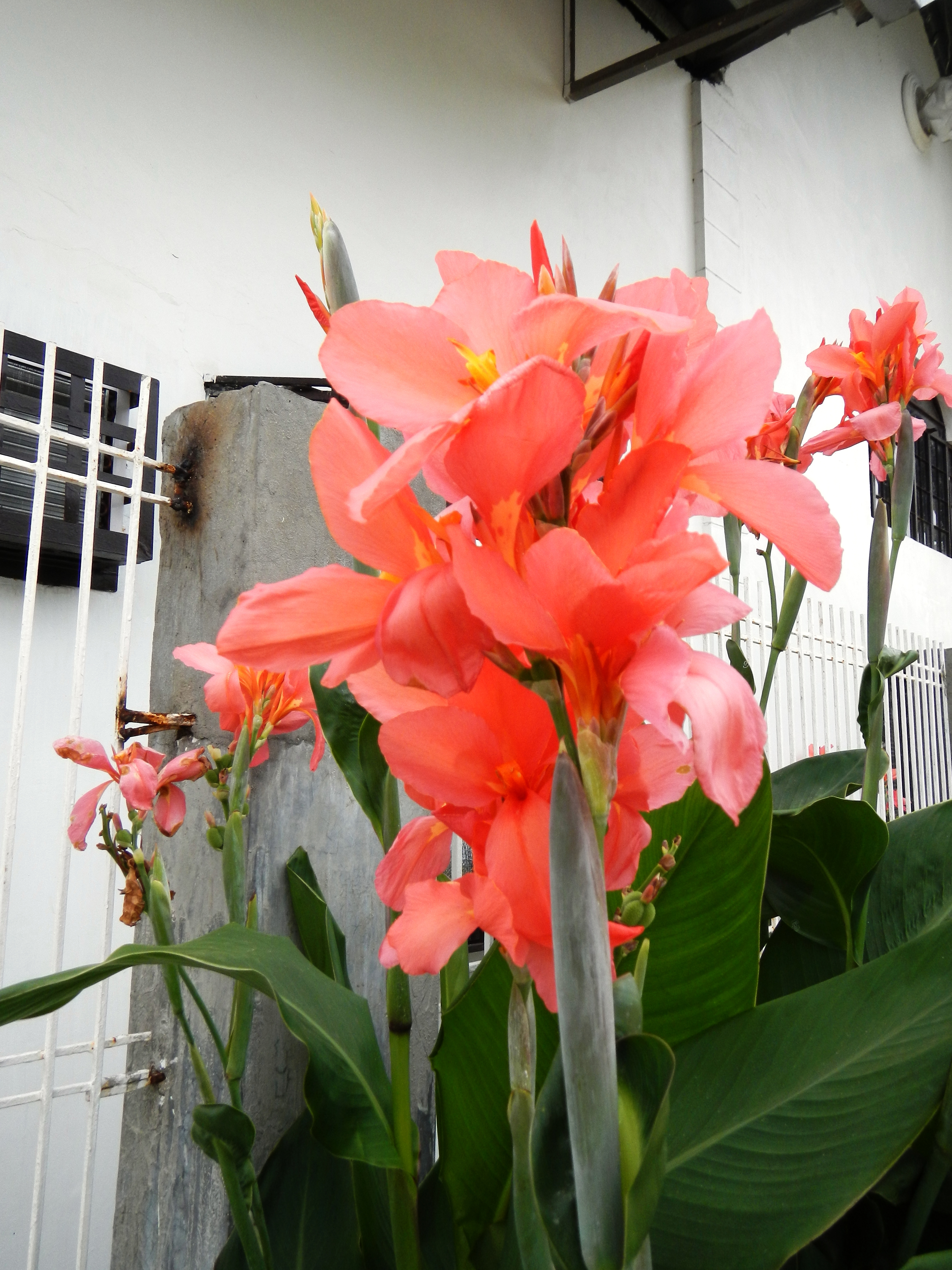
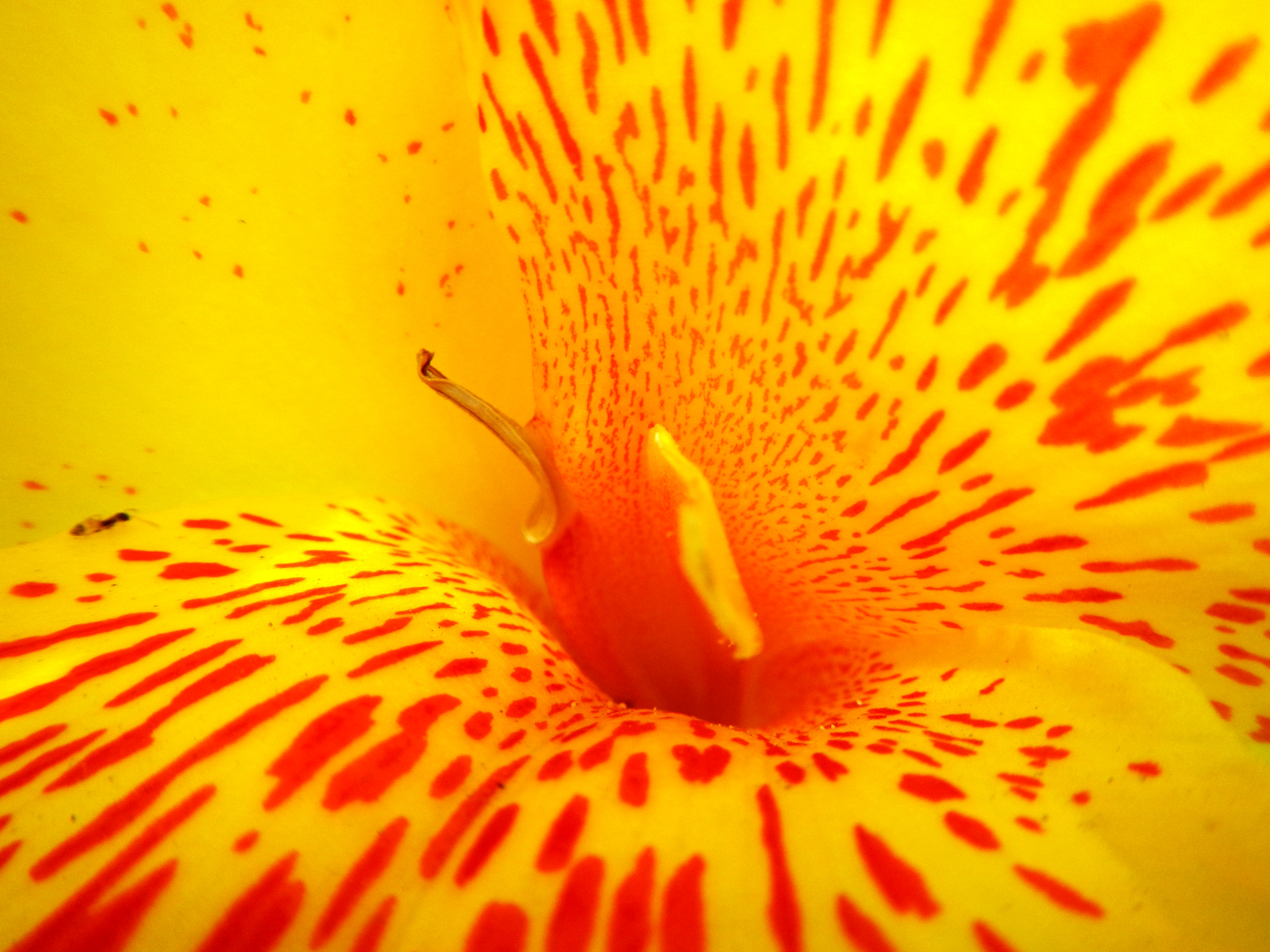
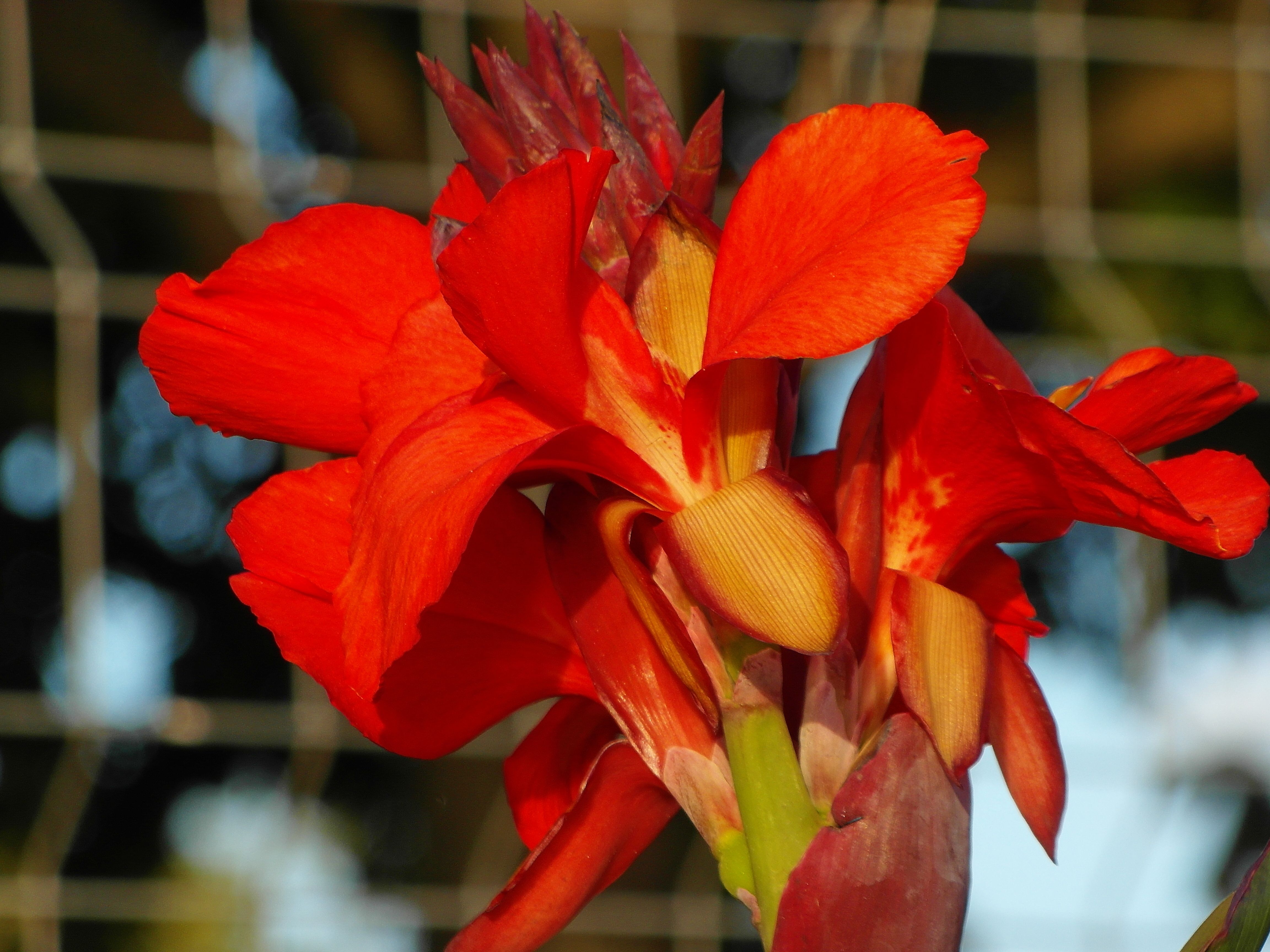
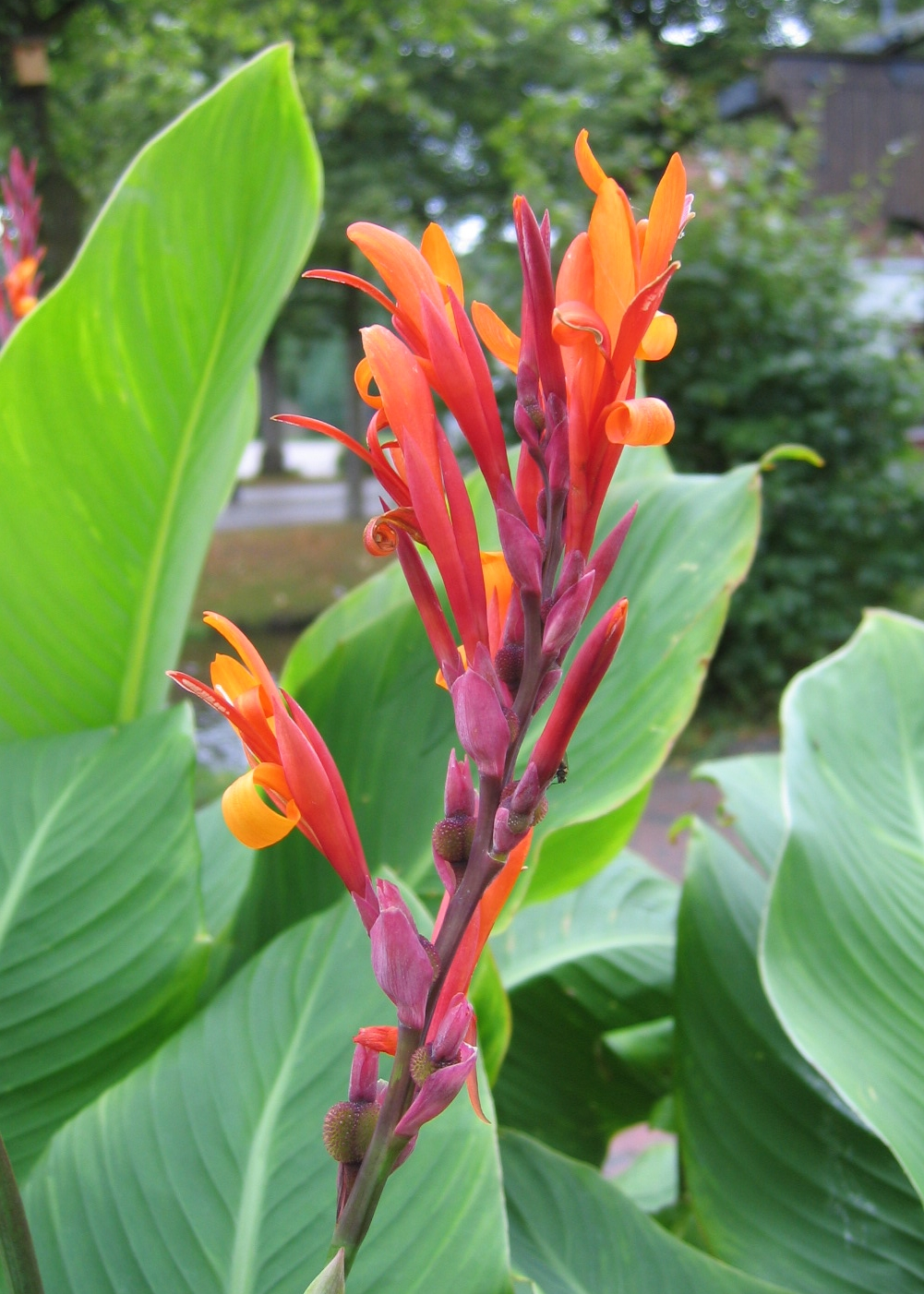

## Nomi comuni, etimologia e concetto
L'espressione "canna d'India" si riferisce alle Indie Occidentali. Nel 1931 con "canna d'India" si intendevano liane di varie specie di Palme del genere Calamus Linn. importate come materiale assai ricercato per lavori d'intreccio, canestri, sedie, stoini, mobili d'intreccio, ecc.
Il nome "achira" proviene dal termine quechua Achuy, il cui significato primario è “starnutire”. Si rifà all'idea di “trasportare qualcosa tra i denti o con la bocca” e da qui al concetto di ciò che l'anima umana emette o esprime con spontaneità. Per questo il termine achira indica "la parola", il "racconto", la "storia" ed è connesso alla trasmissione di conoscenza orale. Può trovarsi in termini come Arachán una famiglia estinta nativa dell'Est dell'Uruguay e del Rio Grande del Sud in Brasile, ed anche nel nome della città di frontiera di Chuy, posta tra questi due paesi.
La canna d'India è anche conosciuta in Colombia come sagú o chisgua, come capacho o maraca in Venezuela, come achera o atzera (o atcera) in Perù ed Ecuador e come biri in Brasile. Altre denominazioni sono chui'o arawak imocoma.

## Origine
È una pianta di origine centro-sudamericana, gli etnobotanici hanno scoperto che era già coltivata in Perù 4500 anni fa.

In Colombia le chibchas si utilizzavano per l'alimentazione. Attualmente, mediante processi di agroindustria rurale, si estrae l'amido di canna d'India, il quale a sua volta viene utilizzato per la preparazione di biscotti di canna d'India e altri prodotti artigianali come biscotti, pane di sagú, colazioni e passate.
Nei dipartimenti del Tolima, Huila y Cundinamarca, in Colombia, è sorto un gran numero di piccole aziende dedicate all'estrazione dell'amido e varie imprese artigianali e industriale dedicate alla produzione del biscotto di canna d'India, che si sta diffondendo nei mercati urbani.